# Mrlučica
Mrlučica je hrid uz zapadnu obalu Istre, dio Vrsarskog otočja.
Površina hridi je 8150 m2, a visina 1 metar.
U Državnom programu zaštite i korištenja malih, povremeno nastanjenih i nenastanjenih otoka i okolnog mora Ministarstva regionalnoga razvoja i fondova Europske unije, svrstan je pod "manje
nadmorske tvorbe (hridi različitog oblika i veličine)". Pripada općini Vrsar.

## Vanjske poveznice
|  | Zajednički poslužitelj ima još gradiva o temi Mrlučica |